# رقم تسلسلي

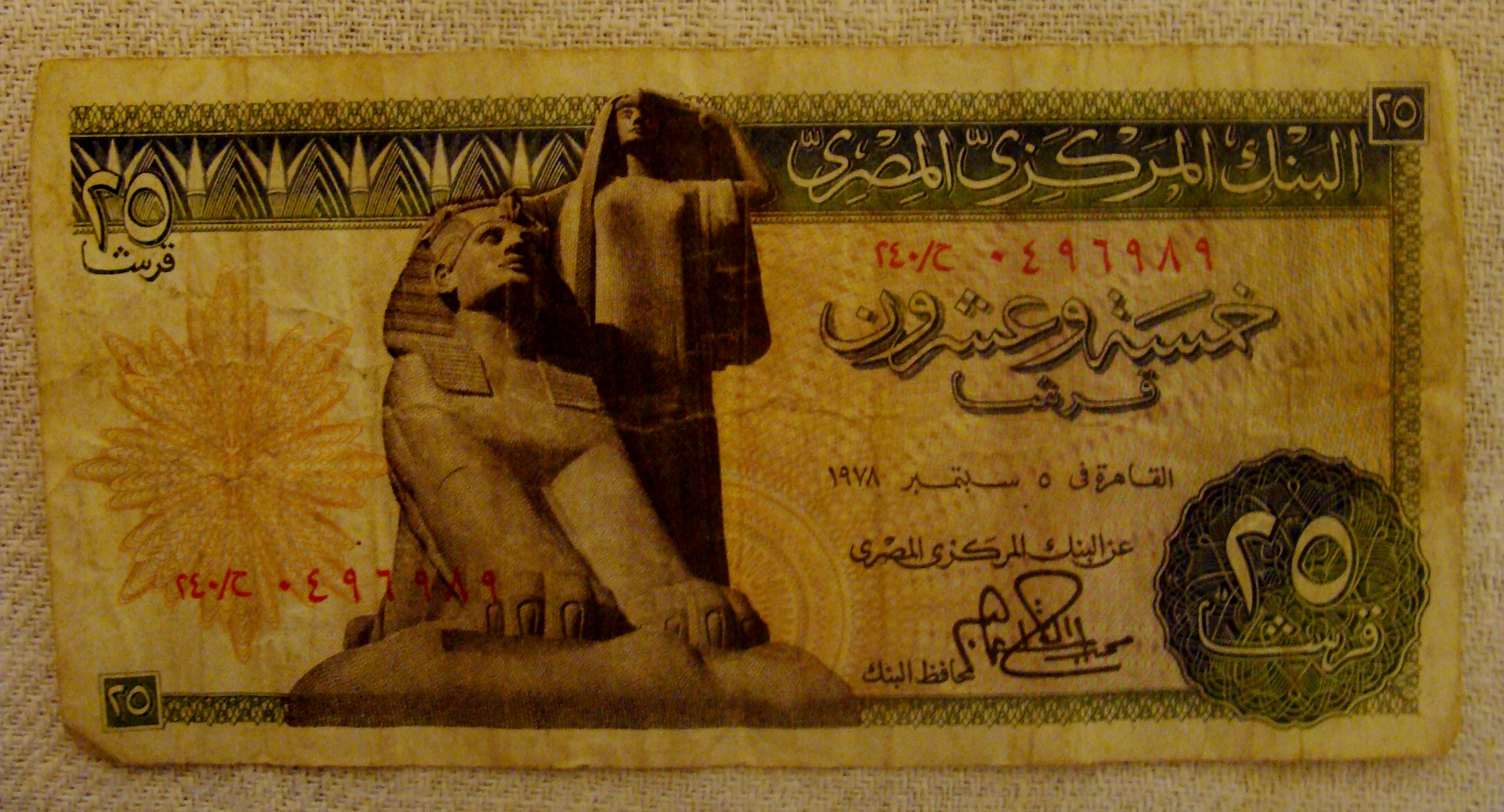
رقم تسلسلي على ورقة قديمة من فئة الخمس والعشرين قرشا من العملة المصرية

الرقم التسلسلي هو رمز خاص يستخدم لتمييز كل وحدة من نوع ما عن نظائرها. ورغم أنه يسمى عادةً بالرقم، إلا أنه قد يتضمن أحرف مع أرقام. قد تتميز القطع من المنتج الواحد بعدة رموز، إلا أن واحدًا منها فقط يعد رقمًا تسلسلياً.